# Mohamed Jalal Essaid
Pour les articles homonymes, voir Essaïd.
Mohamed Jalal Essaid est un homme politique marocain, il fut le 6e président de la Chambre des représentants du Maroc de 1992 à 1998.

## Parcours
Il commence ses études à l'École de fils de notables à Casablanca en compagnie de Hosni Benslimane, obtenant son baccalauréat premier de sa classe. Il étudie le droit à la Sorbonne, où il obtient un doctorat et commence sa carrière de professeur. Il est ministre de l'Environnement, des Équipements et du Tourisme entre 1974 et 1979. Sa carrière s'achève en 2000, après avoir présidé la Chambre des représentants et la Chambre des conseillers.